# Julius Brongers
Julius Johannes Brongers (Amsterdam, 5 augustus 1880 - Amsterdam, 16 mei 1960) was een Nederlands acteur. 

## Levensloop
Brongers ging in 1902 weg van de Tooneelschool om zich vervolgens bij Het Lyrisch Tooneel te vervoegen. Ook heeft Bronger samen met Louis Bouwmeester een tournee gemaakt door Indië. Bij De Schouwspelers heeft hij onder andere gespeeld in Taptoe. Toen Bongers bij het Stichting Het Amsterdams Toneel zat speelde hij in het stuk Een Moeder van Cor Hermus. En later toen Bongers bij het Het Vrije Toneel speelde onder andere De getemde feeks. Bongers overleed op 79-jarige leeftijd.